# Emmanuel Ochoa
Emmanuel Ochoa Rico (ur. 5 maja 2005 w Salinas) – meksykański piłkarz z obywatelstwem amerykańskim występujący na pozycji bramkarza, od 2025 roku zawodnik Cruz Azul.